# مينوتشانو
مينوتشانو هي بلدية إيطالية تقع في مقاطعة لوكا في منطقة توسكانا،وسط إيطاليا.